# Jiří Dufek (Badminton)
Jiří Dufek (* 9. September 1963) ist ein tschechischer Badmintonspieler. 

## Karriere
Jiří Dufek wurde 1981 erstmals nationaler Juniorenmeister in der Tschechoslowakei. Bei den Erwachsenen siegte er 1988 zum ersten Mal im Herrendoppel mit Tomasz Mendrek. Weitere Titelgewinne im Doppel mit Mendrek folgten in den drei Jahren danach. 1988 belegte er Rang drei im Herrendoppel bei den Czechoslovakian International.

## Sportliche Erfolge
| Saison | Veranstaltung                                          | Disziplin    | Platz | Name                         |
| ------ | ------------------------------------------------------ | ------------ | ----- | ---------------------------- |
| 1981   | Tschechoslowakische Einzelmeisterschaften der Junioren | Herrendoppel | 1     | Jiří Dufek / Richard Hobzik  |
| 1982   | Tschechoslowakische Einzelmeisterschaften der Junioren | Mixed        | 1     | Jiří Dufek / Irena Ferencová |
| 1982   | Tschechoslowakische Einzelmeisterschaften der Junioren | Herreneinzel | 1     | Jiří Dufek                   |
| 1982   | Tschechoslowakische Einzelmeisterschaften der Junioren | Herrendoppel | 1     | Jiří Dufek / Tomáš Zapletal  |
| 1988   | Tschechoslowakische Einzelmeisterschaften              | Herrendoppel | 1     | Tomasz Mendrek / Jiří Dufek  |
| 1989   | Tschechoslowakische Einzelmeisterschaften              | Herrendoppel | 1     | Tomasz Mendrek / Jiří Dufek  |
| 1990   | Tschechoslowakische Einzelmeisterschaften              | Herrendoppel | 1     | Tomasz Mendrek / Jiří Dufek  |
| 1991   | Tschechoslowakische Einzelmeisterschaften              | Herrendoppel | 1     | Tomasz Mendrek / Jiří Dufek  |